# Fisiologia humana
La fisiologia humana és la ciència que s'ocupa de les funcions humanes bioquímiques, físiques i mecàniques quan l'organisme té bona salut, dels seus òrgans i de les cèl·lules que els componen. El principal nivell d'atenció de la fisiologia és respecte d'òrgans i sistemes. La majoria dels aspectes de la fisiologia humana estan estretament homòlegs respecte a la fisiologia animal i l'experimentació amb animals ha proporcionat molts dels fonaments del coneixement fisiològic. L'anatomia i la fisiologia són camps d'estudi estan estretament: l'anatomia amb l'estudi de la forma i la fisiologia amb l'estudi de la funció estan intrínsecament lligats i s'estudien plegades dins del currículum de la medicina.

## Sistemes
Tradicionalment la disciplina acadèmica de la fisiologia contempla el cos com una col·lecció de sistemes interaccionants, cadascun d'ells amb la seva combinació de funcions i propòsits.
|                          | Sistema                                                                         | Estudi clínic | Fisiologia                                         |
| Cervell                  | Sistema nerviós compost del sistema nerviós central i sistema nerviós perifèric | neurociència, neurologia (malaltia), psiquiatria (comportament), oftalmologia (visió), otolaringologia (oïda, gust, olor) | neurofisiologia                                    |
| sistema musculosquelètic | El sistema musculoesquelètic                                                    | osteologia (esquelet), ortopèdia (malalties dels ossos)                                                                   | Fisiologia cel·lular, Fisiologia musculosquelètica |
| sistema circulatori      | El sistema circulatori                                                          | cardiologia (cor), hematologia (sang)                                                                                     | fisiologia cardiovascular                          |
| Sistema respiratori      | El sistema respiratori                                                          | pulmonologia. | fisiologia respiratòria                            |
| Sistema gastrointestinal | El sistema gastrointestinal                                                     | gastroenterologia | fisiologia gastrointestinal                        |
| sistema integumentari    | El sistema integumentari                                                        | dermatologia | fisiologia cel·lular, fisiologia de la pell        |
| sistema urinari          | El sistema urinari                                                              | nefrologia (funció), urologia (malalties estructurals)                                                                    | fisiologia renal                                   |
|                          | El sistema reproductiu                                                          | ginecologia (dones), andrologia (homes), sexologia (aspectes de comportament) embriologia (aspectes de desenvolupament)   | fisiologia reproductiva                            |
| Sistema immunitari       | El sistema immunitari                                                           | immunologia | immunologia                                        |
| Sistema endocrí          | El sistema endocrí                                                              | endocrinologia | endocrinologia                                     |

Les divisions tradicionals són una mica arbitràries, ja que moltes parts del cos participen en més d'un sistema.
La patofisiologia és l'estudi de com s'altera la fisiologia en cas de malaltia.

## L'ecosistema humà
Durant molts de temps es va considerar que el cos humà era una entitat fisiològicament autosuficient, és a dir, amb la capacitat de regular ell mateix el seu funcionament intern. Aquesta visió, però, no té en compte que el cos humà conté 10 vegades més bacteris, fongs i altres microorganismes que cèl·lules humanes. El cos humà funcionaria gràcies a la simbiosi amb aquests microorganismes.
Algunes funcions que precisen l'acció de microorganismes:
- Alguns bacteris sintetitzen compostos beneficiosos que el cos no pot produir per si mateix. La  vitamina B₁₂, necessària, per exemple, per produir energia o sintetitzar l'ADN, no la poden sintetitzar ni les plantes ni els animals. Cal recorra els bacteris que tenen els enzims adequats per sintetitzar-la.
- El  bacteroide thetaiotaomicron, present en l'intestí, descompon les molècules llargues i complexes dels  glúcids dels aliments vegetals, facilitant la seva  absorció intestinal. Sense aquest bacteri, el cos humà no podria extreure els nutrients de, per exemple, les patates, les taronges o les pomes.
- La presència de l'Helicobacter pylori a l'estómac, podria intervindre en la regulació de la gana.[3]
- El bacteroide fragilis present en el sistema digestiu promou la maduració del sistema immunitari.[4]